# Sơn Nham
Sơn Nham là một xã thuộc huyện Sơn Hà, tỉnh Quảng Ngãi, Việt Nam.
Xã Sơn Nham có diện tích 60,26 km², dân số năm 1999 là 3270 người, mật độ dân số đạt 54 người/km².